# Топкая (приток Большой Камышной)
Топкая — река в России, протекает по Топкинскому району Кемеровской области.
Устье реки находится в 31 км по правому берегу реки Большая Камышная. Длина реки составляет 11 км.

## Данные водного реестра
По данным государственного водного реестра России относится к Верхнеобскому бассейновому округу, водохозяйственный участок реки — Томь от города Новокузнецк до города Кемерово, речной подбассейн реки — Томь. Речной бассейн реки — (Верхняя) Обь до впадения Иртыша.